# 力量来自欢乐
力量来自欢乐（德語：Kraft durch Freude，缩写：KdF）是纳粹德国一个具有国家背景的大型休假组织，为德国当时的劳工组织：德意志劳工阵线的一部分。该组织成为了向德国人民宣扬国家社会主义优势性的一个工具。它也很快在20世纪30年代成为了世界上的最大旅游运营商。
该组织通过为普通大众提供原属中产阶级的度假活动，而成为缓和阶级分化、促进社会阶层沟通的桥梁。例如不同阶层的乘客乘坐同一艘游轮，船舱依靠抽签分配，而不是因社会地位决定。
另一个不太具备意识形态色彩的目标是，依靠这一组织刺激自1920年代便低迷不振的旅游业摆脱困境，从而推动德国经济。这一目标实现得相当成功。1934年时有超过200万德国人参加过“力量来自欢乐”组织的旅行。1939年的统计约为2,500万人。该组织于1939年二战爆发后解散，诸如普洛拉度假村等一些大规模的在建项目也未能完成。

## 起源
以下两个因素促成了“力量来自欢乐”的成立：

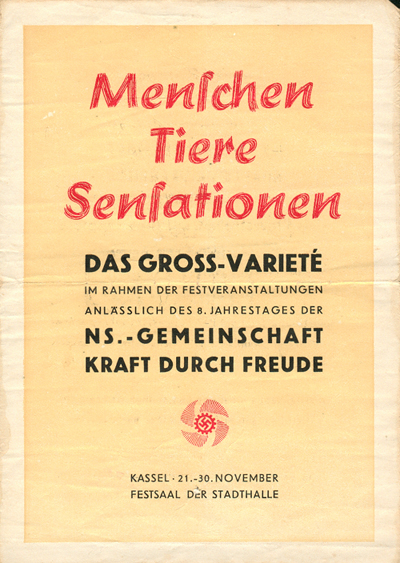
“力量来自欢乐”组织的宣传册

魏玛共和国时期工人的平均休假天数已上升至8到12天，几乎所有工人都能享受到带薪年休假。然而通常只有年龄足够大的工人才能享受较长的假期。纳粹将每年的假期延长到两到三个星期。由于纳粹党政府向工人承诺进一步延长休假，缩短工作时间，纳粹党得以吸引使之前拥护马克思主义或社会民主主义的工人。
另外，墨索里尼的意大利法西斯政党在1925年成立了一个康乐组织——国家康乐俱乐部。德意志劳工阵线领导人罗伯特·莱伊1929年访问意大利时了解到了这一组织。纳粹意识到对工会运动的压制、对工资上涨的限制加上军备生产带来的生产指标会导致工人潜在的不满，这样的组织可以缓解这一压力。纳粹党夺权后，他建议在德国也建立类似的组织。最初为组织取名时采用来自意大利语的译名“下班后的休息时光”，但最终选择以“力量来自欢乐”作为组织名称，随后证明这一名称在宣传时更为有效。
1933年11月14日，希特勒批准了这项劳工休闲计划。两个星期后的1933年11月27日，在德意志劳工阵线的一次会议上，“力量来自欢乐”组织正式成立，鲁道夫·赫斯和约瑟夫·戈培尔也出席了这次会议。

## 目标和原则

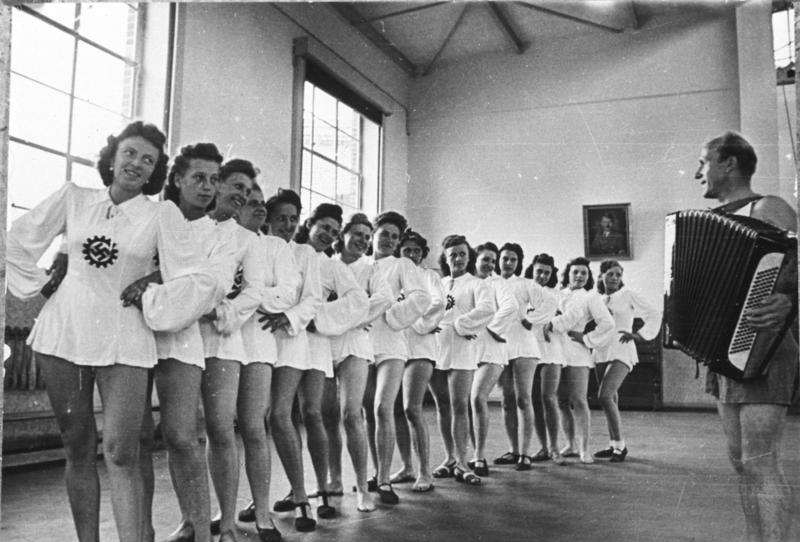
1933年“力量来自欢乐”开设的体操及舞蹈课程

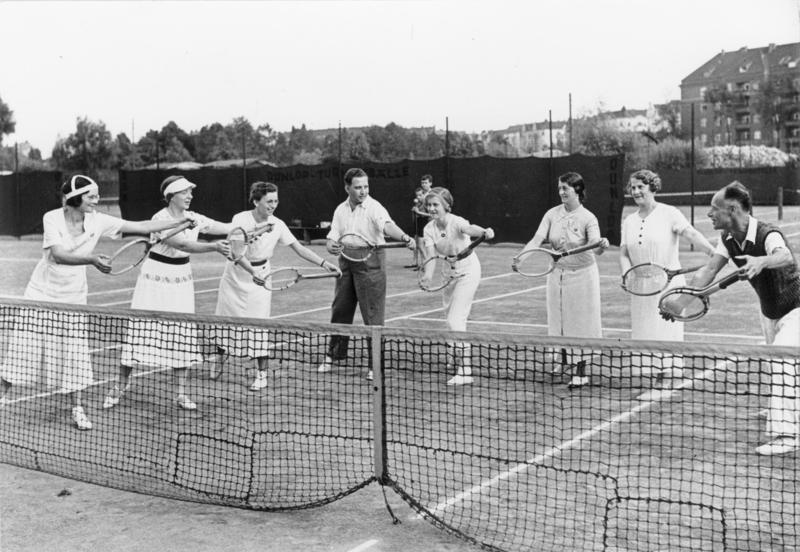
开设的网球课程

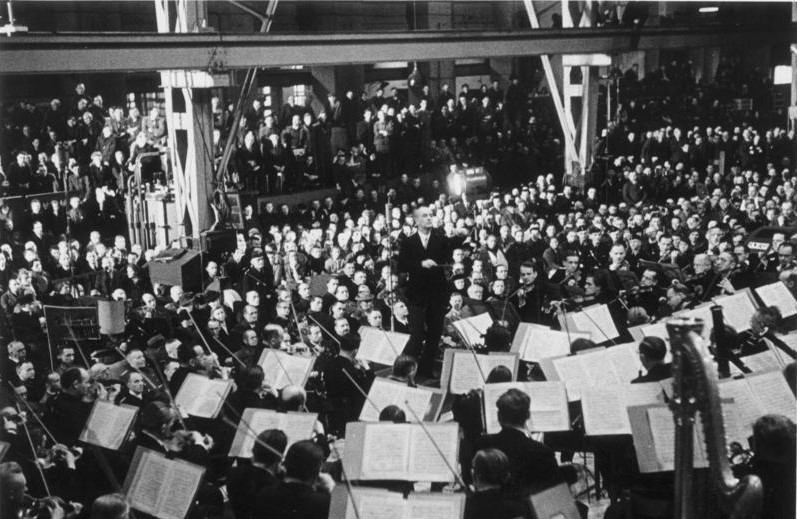
“力量来自欢乐”协助柏林爱乐乐团在柏林AEG工厂厂房中举办的音乐会

“力量来自欢乐”组织的目标一方面是促进经济发展，另一方面是提高德国居民的身体素质，同时也为战争做准备。1934年德意志劳工阵线的宣传册中写道：“这一组织的目标是建立国家社会主义的民族共同体以及为德国人民提供休养”。通过为工作人口提供相应的休息机会，工人们的工作效率得以提高、公共卫生水平也得以上升，同时也增强了民众的精神力量。
虽然“力量来自欢乐”受到了意大利的国家康乐俱乐部的启发，但与其不同的是“力量来自欢乐”中企业的雇员和雇主在同一个组织中度假。这样可以防止其转变为一个具有潜在政治危险的纯粹的劳工组织。纳粹强调要建立一个无阶级差异的“民族共同体”，因此缓和工人的情绪也是该组织的一个目标。纳粹希望通过提供给工人之前只有上层阶级可以负担得起的休假，从而在宣传上超过马克思主义。
“力量来自欢乐”的官方目标是“创建新德国人民和新德国社会，使政治和经济符合德国民族共同体的社会文化重组”。另外，这一组织也为战争做准备，健康而充满干劲的人将适合参战。同时，纳粹希望国防工业从增加的生产力中受益。这些目标在战争开始前不久得以公布。
这一组织成立是基于社会学的研究结果，如弗里德里克·温斯罗·泰勒提出的科学管理的概念以及福特主义。另外，通过政府支持的低价电影、旅游和度假活动能使人民视德国政府为“感觉良好的专政”。
罗伯特·莱伊引述希特勒本人的话如下：
“我要给予工人们充足的休假，要将一切事项安排好，使他们拥有属于自己的空闲时间，以让他们真正休息。我这样要求的原因是我要让人民拥有强壮的精神力量，只有一个拥有强大精神力量的民族，才能取得真正伟大的政治成就”。
其文化目标包括加强民族自豪感以及培养民众对社区的归属感，通过在统一的时间度假将德国人民团结起来。从国际角度而言，德国人在外国旅行时会将自己的国家的福利与外国对比，从而增强对本国的信心。另外也会在国际上留下德国人民健康及爱好和平的印象。

## 活动及设施

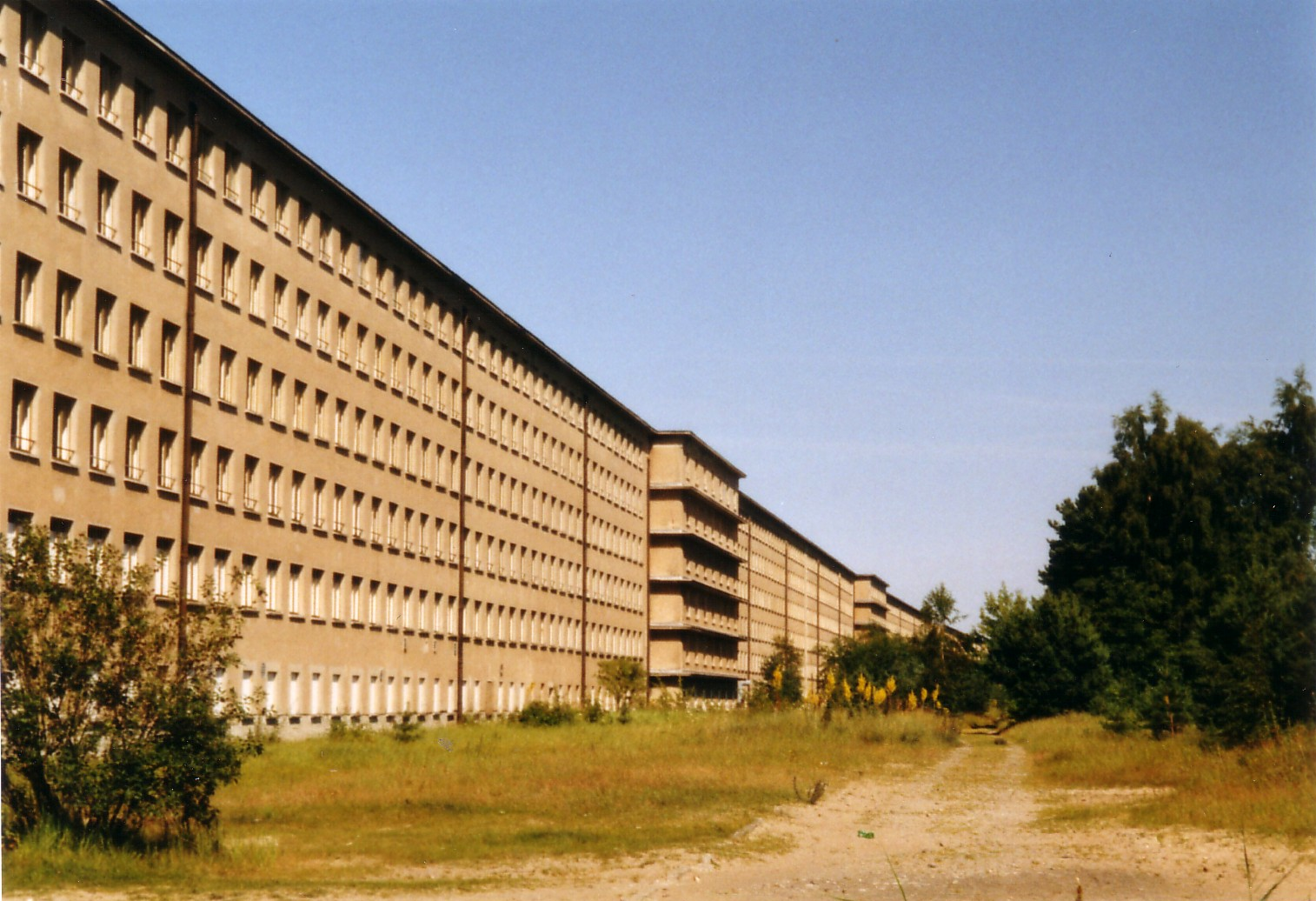
普洛拉度假村

自1933年起，“力量来自欢乐”举办了众多经济实惠的活动，如晚会、体操课程、游泳课程、缝纫课程，国际象棋比赛和音乐会，也开设了一些成人教育课程。另外，“力量来自欢乐”也建设了大量的度假村。除在本国度假外，还安排前往在政治上较为“安全”的国家度假，特别是在意大利。1937年“力量来自欢乐”组织的开支为2900万国家马克。
“力量来自欢乐”已知的下属项目和设施如下：
- KdF-Wagen：这一部门计划生产经济型汽车，这种汽车也是大众甲壳虫的前身，购买者付款获得配给券，收集满后即可取得汽车。然而由于战争这种汽车并未实际配发，其制造厂也转而生产82式水桶車。
- 游轮：威廉·古斯特洛夫號郵輪（1938年）、德国号邮轮（1935年）、德累斯顿号邮轮（1934年）和罗伯特·莱伊号邮轮（1939年3月）。
- 度假村：吕根岛普洛拉度假村（未完成）

## 组织结构
- 假日、旅行及远足办公室
- 美容及工作尊严办公室
- 健身与体育办公室
- 心理教育办公室
- 艺术文化办公室
- 文化遗产与传统办公室
- 青年办公室[9]

其中假日、旅行及远足办公室为该组织最大的部门，承担所有活动的80%左右。